# Raymond Poutier
Raymond Poutier, né le 27 mars 1897 à Rochefort-sur-Mer et décédé le 2 août 1981, à Bayonne, est un homme politique français.